# 我的天文台

「我的天文台」服務首頁

我的天文台為香港天文台於2010年3月23日推出的一項個人化定點天氣服務，為身處就香港的用戶提供所在地的天氣狀況以及天氣預報。

## 服務功能
此項服務能提供使用者位置鄰近的多個氣象站所組合而成的天氣資料，這些資料包括了溫度、相對濕度、雨量、風向、風速和天氣照片，用家可自行選擇其所在地點或使用電腦自動尋找位置的功能，找出位置。

## 流動應用程式

我的天文台应用程式(Android)主界面

香港天文台在iOS／Android／Windows 10中提供同名的應用程式，提供服务包括各區溫度、相對濕度、雨量、風向、風速和天氣照片。另外亦有雷達圖、衛星雲圖等。

### 我的世界天氣
「我的世界天氣」是世界氣象組織「世界天氣信息服務」的流動應用程式，負責提供世界各主要城市天氣，繁體中文版由香港天文台製作和維護。

## 外部連結
- 我的天文台 （页面存档备份，存于）（繁體中文）
- 我的天文台 - 定點天氣（简体中文）
- YouTube：天文台台長岑智明先生接受訪問，談及有關「我的天文台」的服務 （页面存档备份，存于）